# Gigantopora
Genre
Gigantopora est un genre d'ectoproctes de la famille des Gigantoporidae (ordre de Cheilostomatida).

## Systématique
Le genre Gigantopora a été créé en 1881 par le spongiologue anglais Stuart Oliver Ridley (d) (1853-1935) avec pour espèce type Gigantopora lyncoides

## Liste d'espèces
Selon World Register of Marine Species (9 août 2021) :
- Gigantopora birostris Tilbrook, 2006
- † Gigantopora cribraria (MacGillivray, 1895)
- † Gigantopora duplicata (Reuss, 1848)
- † Gigantopora elongata Canu & Bassler, 1935
- † Gigantopora filiformis Canu & Bassler, 1920
- Gigantopora foraminosa Hayward & Cook, 1983
- † Gigantopora grandis Gordon & Taylor, 2015
- † Gigantopora grandviewensis McGuirt, 1941
- † Gigantopora hexagonalis Canu & Bassler, 1935
- Gigantopora kirkpatricki Hayward, 1988
- Gigantopora lyncoides Ridley, 1881 - espèce type
- † Gigantopora lyratostoma (Reuss, 1865)
- † Gigantopora milenae Di Martino & Taylor, 2015
- † Gigantopora minutiporosa Canu & Bassler, 1935
- † Gigantopora modesta Gordon & Taylor, 2015
- Gigantopora oropiscis Gordon & d'Hondt, 1997
- † Gigantopora perforata Canu & Bassler, 1935
- Gigantopora profunda Harmer, 1957
- Gigantopora proximalis Gordon, 1984
- Gigantopora pupa (Jullien, 1903)
- Gigantopora spathula Hayward & Winston, 2011
- Gigantopora spiculifera Canu & Bassler, 1927
- † Gigantopora tuberculosa (Maplestone, 1902)
- Gigantopora unirostris Canu & Bassler, 1929
- † Gigantopora vartonensis Pedramara et al., 2019
- Gigantopora verrucosissima Moyano, 2002

## Publication originale
- (en) Stuart O. Ridley, « Account of the Polyzoa collected during the Survey of H.M.S. 'Alert' in the Straits of Magellan and on the Coast of Patagonia », Proceedings of the Zoological Society of London, Londres, ZSL, vol. 1881,‎ 1881, p. 44-61 (ISSN 0370-2774, OCLC 1779524, BNF 32843178, lire en ligne).